# Pińczów
Pińczów je město v jižním Polsku, ve Svatokřížském vojvodství, přibližně 40 km jižně od Kielců. V roce 2024 zde žilo 9 721 obyvatel.
Město leží v historickém regionu Malopolsko (polsky Małopolska), v údolí řeky Nida. Pińczów má stanici na úzkorozchodné železnici zvané Svatokřížská železnice (Świętokrzyska Kolejka Dojazdowa).

## Historie
Ve 12. století se na místě dnešního Pińczówa nacházel lom. Horníci, kteří v lomu pracovali, pravděpodobně žili v hradišti, které bylo zničeno v roce 1241 během první mongolské invaze do Polska. V první polovině 14. století zde byl na místě hradiště postaven gotický hrad. Pod hradem vznikla osada, která se původně nazývala Piedziców, Pandziczów a v roce 1470 Pyandzyczów. Název Pińczów se začal používat až v 16. století, přičemž není známo, kdo byl prvním vlastníkem osady. V roce 1424 patřilo Pińczów mocné rodině Oleśnických, která zde postavila své sídlo a v roce 1449 založila klášter. Dne 21. září 1428 král Vladislav II. Jagellonský v Lublinu udělil Pińczówu městská práva.
V polovině 16. století se Pińczów stal jedním z hlavních center protestantské reformace v Malopolsku. Kalvínský šlechtic Mikuláš Oleśnicki v roce 1550 na popud italského bývalého kněze Francesca Stancara vyhnal z Pińczówa katolické mnichy a vytvořil zde kalvínské centrum, kde se konaly Pińczowské synody v letech 1550–1563. Pińczów je někdy nazýván „sarmatskými Athénami“ díky Kalvínské akademii založené Francescem Lismaninem, kam byli zváni učenci jako například francouzský gramatik Pierre Statorius. Město bylo také místem šesti let práce (1558–1563) na překladu Brestské bible, proto se jí někdy říká „Pińczowská bible“.
V roce 1586 město koupil krakovský biskup Piotr Myszkowski, který zahájil protireformační program. Mnichové paulíni se vrátili do Pińczówa a na konci 16. století rod Myszkowských přestavěl hrad na své sídlo. V roce 1592 Zygmunt Myszkowski založil město Mirów, které bylo v roce 1612 připojeno k Pińczówu. Město mělo obranné hradby se čtyřmi branami a řadu cizích řemeslníků z Itálie, Skotska, Německa a Francie. V roce 1657 bylo Pińczów zničeno švédskými vojsky během tzv. „Potopy“ a během Velké severní války bylo město znovu dobyto Švédy; král Karel XII. zde pobýval po bitvě u Kliszówa.
Na konci 18. století koupila Pińczów rodina Wielopolských. Po třetím dělení Polska v roce 1795 bylo město připojeno k habsburské říši. Po polském vítězství v rakousko-polské válce v roce 1809 byl Pińczów znovu získán Poláky a začleněno do krátkodobého Varšavského knížectví, a po jeho zániku v roce 1815 se město stalo součástí Ruskem ovládaného Kongresového Polska. V 20. letech 19. století mělo město přibližně 4 000 obyvatel a v roce 1867 bylo zřízeno Pińczowské okresní hejtmanství.
Ve Druhé Polské republice patřil Pińczów do Kielského vojvodství. Na počátku 20. let 20. století zde sídlil 2. pěší pluk legií, který byl později přemístěn do Sandoměře.
V září 1939 byl Pińczów zničen německými vojsky během invaze do Polska na začátku druhé světové války. Téměř všichni Židé, kteří tvořili asi 70 % obyvatel města, byli zabiti nebo deportováni do vyhlazovacích táborů. Většina pińczowských Židů byla zavražděna ve Vyhlazovacím táboře Treblinka. Židovský hřbitov byl rovněž zničen. Někteří Židé Pińczówa přežili holokaust ukrýváním se v okolních lesích, někteří byli ukrýváni polskými farmáři až do konce války.
V létě 1944 proběhlo v oblasti krátkodobé polské povstání známé jako Republika Pińczów. Jednotky Domácí armády a dalších odbojových organizací dokázaly vytlačit Němce z území přibližně 1 000 km², které sahalo od Pińczówa po Działoszyce a od Nowy Korczyn po Nowe Brzesko. Odboj zde byl velmi aktivní; došlo zde k dvěma útokům na místní vězení gestapa, během nichž bylo propuštěno několik stovek Poláků.

## Partnerská města
Pińczów má partnerské vztahy s těmito městy a obcemi:
- Bystřice, Česko
- Svodín, Slovensko
- Tata, Maďarsko
- Caudry, Francie